# Lennart Fremling
Bo Lennart Fremling, född 12 januari 1946 i Bromma församling i Stockholm, död 17 juli 2013 i Gustav Vasa församling i Stockholm, var en svensk civilingenjör och politiker (folkpartist).
Fremling, som var son till en hydrolog och en ingenjör, blev civilingenjör vid Kungliga Tekniska högskolan i Stockholm 1968 och arbetade därefter vid bland annat Statens väg- och trafikinstitut 1968–1972, Luftfartsverket 1972–1973, Statens provningsanstalt 1974–1975, Trafiksäkerhetsverket 1975–1988, Fordonsbyrån 1988–1992 och Vägverket från 1993.
Fremling var ledamot i Borlänge kommunfullmäktige 1983–1991 och var även ordförande i Kopparbergs läns länsförbund av Folkpartiet 1990–1994.
Han var riksdagsledamot 1991–1998 samt 2002–2006 för Kopparbergs (senare Dalarnas) läns valkrets. I riksdagen var han bland annat ledamot i miljö- och jordbruksutskottet 2002–2006. Som riksdagsledamot var han särskilt engagerad i trafikpolitik och miljöfrågor.